# Тяншан
Тяншан (на китайски – Небесни планини) (на киргизки: Ала-Тоо, Теңир-Тоо; на таджикски: Тиён Шон; на китайски: 天山, пинин: Tiān Shān, на уйгурски تەڭرىتاغ, Тәңри тағ; на казахски: Алатау, Тәңіртау; на узбекски: Tyan Shan; на монголски: Тэнгэр уул; на руски: Тянь-Шань) е мощна планинска система в Средна и Централна Азия, разположена между 40° и 45° с.ш., 67° и 95° и.д., на протежение от 2450 km, от които1250 km на територията на Китай (източната част на планината), а останалите 1200 km (западната част на планината) – на територията на Киргизстан, Казахстан, Узбекистан и Таджикистан. На север планинската система на Тяншан е ограничена от пустинята Муюнкум, Илийската долина и Джунгарската котловина, а чрез хребета Борохоро се свързва с планината Джунгарски Алатау. На юг граничи с обширната Кашгарска (Таримска) котловина, а на югозапад чрез Алайския хребет се свързва с планинската система на Хисаро-Алай. На запад склоновете на планината се спускат към Ферганската котловина и обширната Туранска низина

## Геоложки строеж, полезни изкопаеми
Планинските хребети на Тяншан са изградени от палеозойски и допалеозойски скали, а междупланинските долини (падини) са изпълнени с кайнозойски и, частично, мезозойски наслаги. Съвременният облик на планината е създаден през неоген-антропогенния период и не съвпада с тектонската зоналност на палеозойските нагънати съоръжения. В пределите на планината ясно се отличават каледонските структури на Северен Тяншан и херцинските структури на Среден и Южен Тяншан. Към каледониди на Северен Тяншан се отнасят хребетите: Киргизки, Таласки Алатау, Сусамирски, Заилийски Алатау, Кунгей Алатау, Терскей Алатау, Кетмен, Нарат, Борто Ула. Към херцинидите на Среден Тяншан се отнасят хребетите: Каратау, Угамски, Пскемски, Чаткалски, Кунгей Алатау, Курамински, Джетим, Джамантау и др., а към херцинидите на Южен Тяншан – хребетите: Баубашатински планински възел, Какшаал Тоо, Майдантаг, Халиктау, Фергански, Алайски, Туркестански и Зеравшански, като последните три съставляват планинската система Хисаро-Алай (Гисаро-Алай).
Каледонидите на Северен Тяншан по ясно изразени разломи граничат: на север – с херцинските структури на хребетите Джунгарски Алатау, Борохоро и Богдо Ула (Богдошан), а на югоизток и югозапад – с херцинидите на Среден Тяншан. В северозападно направление каледонидите продължават в пределите на Казахстан, като образуват изпъкнала на юг дъга, паралелна с границата на херцинидите на Среден Тяншан. На югозапад покрай тази граница се простира миогеосинклиналната зона на каледонидите, а на североизток се разполага евгеосинклинална зона. Фундамента на миогеосинклиналната зона е изграден от кристалинни скали и седиментни наслаги с къснопротерозойска и раннопалеозойска възраст, а в евгеосинклиналната зона основно са разпространени ефузивни и флишови наслаги от ранния палеозой. По цялата територия на Северен Тяншан са разпространени раздробени и вулканогенно-орогенни моласи от ордовика, девона и карбона и гранитоиди от ранния и средния палеозой.
Среден Тяншан е бил част от миогеосинклиналната зона на каледонидите, в която след наслагването на девонска моласа започва формиране на миогеосинклинални наслаги през девона и карбона, а през късния палеозой започва херцинското нагъване. Гранитоидите в Среден Тяншан имат къснопротерозойска, средна- и къснопалеозойска възраст. В западната част на зоната са разпространени къснопалеозойски кисели вулканогенни наслаги. Херцинските структури в Среден Тяншан в по-голямата си част имат североизточно направление. Като цяло Среден Тяншан е разделен от Таласо-Ферганския разлом на две части, отдалечени относително един от друг.
Херцинидите на Южен Тяншан се отличават с широкото развитие на седиментни структури, в строежа на които взимат участие евгеосинклинални и миогеосинклинални наслаги. Евгеосинклиналните образувания са представени основно от среднопалеозойски вулканити, ултрабазити и габроиди, а миосинклиналните образувания – от ранно- и среднопалеозойски седиментни наслаги. Моласовите наслаги и гранитоидите в Южен Тяншан са с къснопалеозойска възраст. Херцинските нагънати структури в Южен Тяншан се простират основно по паралела, като във Ферганския хребет са разположени хоризонтално, а на североизток от него – в североизточно направление. На юг херцинидите на Южен Тяншан са ограничени от Таримските и Таджикските планински масиви, изградени от древни скали, на места в които през мезокайнозоя са формирани едноименни падини.
Полезните изкопаеми, формирали се в палеозойските и допалеозойските скали са: живак (Хайдаркан и др.), антимон (Кадамджай и др.), олово, цинк, сребро, калай, волфрам, арсен, злато, стъклен пясък, фосфорити (Каратау), минерални извори. В междупланинските долини, в мезозойските и кайнозойските наслаги са разположени находища на нефт (Ферганската долина), кафяви и каменни въглища (Ангрен, Ленгер, Сулюкта, Кок Янгак и др.).

## Географска характеристика

### Релеф
Мощната планинска система на Тяншан се състои от планински вериги (хребети) простиращи предимно по паралела или от запад-югозапад на изток-североизток (широчинно или субширочинно направление) и само в централната му част, където са разположени най-високите му върхове: връх Победа (Дженгиш Чокусу, 7439 m), (42°02′06″ с. ш. 80°07′46″ и. д. / 42.035° с. ш. 80.129444° и. д.) и Хан Тенгри, по границата между Киргизстан и Китай се простира меридионалния хребет. Като цяло планинската система на Тяншан може да бъде поделена на две основни части: Западен Тяншан простиращ се на територията на Киргизстан, Казахстан, Узбекистан и Таджикистан и Източен Тяншан – разположен на територята на Китай.

#### Западен Тяншан
В Западен Тяншан са обособени следните орографски области: Северен Тяншан се състои от хребетите Кетмен, Заилийски Алатау, Кунгей Алатау и Киргизки. Западен Тяншан включва Таласки Алатау с простиращите се югозападно от него Угамски, Пскемски и Чаткалски и разположеният на северозапад хребет Каратау. Хребетите ограждащи Ферганската котловина носят названието Югозападен Тяншан и включват югозападните склонове на Ферганския и югоизточните склонове на Кураминския хребет. Южно от Киргизкия хребет и котловината на езерото Исъккул се разполага Вътрешен Тяншан, който на югозапад е ограден от Ферганския хребет, на югоизток – от хребета Какшаал Тоо, а на изток – от масива Акшийрак. Хребетите на Северен и Западен Тяншан постепенно се понижават от изток на запад от 4500 – 5000 m до 3500 – 4000 m (хребета Каратау до 2176 m) и се отличават със своята асиметричност. Северните им склонове, обърнати към Илийската, Чуйската и Таласката долина са по-дълги и силно разчленени от дълбоки долини, с относителна височина до 4000 m и повече. По-значителните хребети във Вътрешен Тяншан са: Терскей Алатау, Борколдой, Атбаши (до 4500 – 5000 m) и Какшаал Тоо (връх Данков, 5982 m). Характерното за целия Тяншан широчинно и субширочинно разположение на хребетите най-ярко е изразено в Северен и Вътрешен Тяншан. Като цяло в Западен Тяншан се обособяват три основни полоси: 1-ва полоса на хребетите на Северен Тяншан, отделена на юг от Сусамирската и Исъккулска котловини; 2-ра полоса на хребетите в северната част на Вътрешен Тяншан (Сусамиртау, Джумгалтау, Терскей Алатау, Джетим и ограничената от котловините по средното течение на река Нарин 3-та полоса в южната част на Вътрешен Тяншан – хребетите Атбаши, Наринтау, Борколдой и Какшаал Тоо.

#### Източен Тяншан
В Източен (Китайски) Тяншан ясно са изразени 2 вериги хребети, разделени от широка и дълга полоса от долини и котловини. Височината на основните хрбети е 4000 – 5000 m. Хребетите от северната верига – Борохоро, Ирен Хабирга, Богдо Ула и Карликтаг се простират до 95° и.д. Южната верига е по-къса (простира се до 90° и.д.) и основните хребети в нея са Халиктау, Сармин Ула (Борохотан), Куруктаг. В южното подножие на северната верига са разположени Турфанската падина (дълбочина до -154 m), Хамийската падина, в северното подножие на южната верига – междупланинската падина на езерото Баграшкул.

#### Геоморфоложки особености
За най-нисоките части на Тяншан са характерни ледниковите форми на релефа (циркуси, трогови долини, кари и др.), по склоновете – многочислени сипеи и каменопади, а по долините на реките – дебели моренни наслаги. На височина 3200 – 3400 m и нагоре почти повсеместно е разпространена вечно замръзналата почва, мощността на която рядко превишава 20 – 30 m, а в Аксай-Четиркьолската котловина – на места над 100 m. В пределите на високопланинските котловини се срещат хидролаколити, торфени полета, а по склоновете им ясно са изразени солифлукционните проциси. В средно- и нископланинските райони повсеместно са представени селеви наносни конуси. В пределите на хребетите Терскей Алатау, Атбаши и др. значителни площи са заети от повърхностни заравнявания, а в подножията на много от хребетите се простират предпланински пояси, наречини „адири“, които обуславят добре изразения стъпаловиден напречен профил на склоновете. Високопланинските котловини, които сравнително скоро са се освободили от ледената си покривка и, които все още слабо са засегнати от ерозионните процеси, обикновено имат плоски или слабохълмисти дъна, като значителна част от тях са заети от езера и блата. Котловините, разположени под 2500 m, обикновено включват добра разработени речни долини с многочислени речни тераси, като в някои от тях са се съхранили езера (например Исъккул). В отделни котловини (Наринска, Исъккулска) се срещат участъци с нископланински релеф и с проявления на глинест псевдокарст. В подножията на хребетите повсеместно характерно явление са наносните конуси на многочислените реки и потоци, често образувайки непрекъснати пролувиални шлейфове, простиращи се на десетки километри.

### Климат
Климатът на Тяншан се определя от неговото разположение във вътрешността на Азия, сравнително малките географски ширини и обкръжениато му от сухи пустинни равнини. Основната част от планинската система попада в умерения кливатичен пояс, но югозападните му части се намират на границата със субтропичния пояс, изпитващи влиянието на сухите субтропици, особено в ниските планински пояси. Като цяло климатът на планината се отличава с рязката си континенталност, засушливост и значитилната продължителност на слънчевото греене (2500 – 3000 часа годишно). В зачителни части от Тяншан (особено по-най-високите му части) преобладава западния пренос на въздушни маси, върху който се наслагва местната планинско-долинна атмосферна циркулация. В отделни райони се наблюдават силни местни ветрове („улан“ и „санташ“ в Исъккулската котловина). Голямата надморска височина, сложността и разчленението на релефа предизвикват резки контрасти в разпредлението на топлината и влагата. В долините, разположени в нископланинския пояс средната юлска температура е 20 – 25 °C, в средновисоките долини – 15 – 17 °C, а в подножията на ледницити до 5 °C и по-ниски. През зимата в глациално-нивалния планински пояс студовете достигат до -30 °C. В средновисоките долини студените периоди често се редуват със затопляния, независимо че средната януарска температура е обичайно под -6 °C. Температурните условия в някои долини са благоприятни за отглеждането на лозя до височина 1400 m, ориз до 1550 m (в Източен Тяншан), пшеница до 2700 m, ечемик до 3000 m. Количеството на валежите се увеличава във височина. В предпланинските равнини годишната сума на валежите е 150 – 300 mm, в предпланинските и нископланинските райони 300 – 450 mm, в среднопланинските 450 – 800 mm, в глациално-нивалния пояс над 800 mm, а на места в Западен Тяншан до 1600 mm. Във вътрешните високопланински котловини обичайната сума на валежите е 200 – 400 mm, като по-увлажнени са източните им части. В по-голямата част от планината се отбелязва летен максимум на валежите, а в хребетите обграждащи Ферганската и Таласката котловини – пролетен максимум. Вследствие на значителната сухост на климата снежната линия в Тяншан се разполага от 3600 – 3800 m височина на северозапад, до 4200 – 4450 m в Централен Тяншан, а в Източен Тяншан отново се понижава до 4000 – 4200 m. В билната част на хребетите се натрупва голямо количество сняг и особено през пролетта много райони са лавиноопасни. Най-големи запаси от сняг се концентрират по северните и западните склонове на хребетите. В подножията снежната покривка се задържа не повече от 2 – 3 месеца, в среднопланинските райони – 6 – 7 месеца, а в подножията на ледниците – 9 – 10 месеца. В междупланинските котловини снежната покривка е тънка, а на места почти отсъства.

### Води
Реките в Тяншан обикновено водят началото си от топящи се снегове и ледници в глациално-нивалния пояс и завършват в безотточните езерни басейни на Средна и Централна Азия, във вътрешните езера на планината или образуват т.нар. „сухи делти“, т.е. техните води напълно се губят в алувиалните наслаги в околните равнини или на 100% се използват за напояване. Главните реки в планината се отнасят към водосборните басейни на реките Сърдаря (Нарин, Карадаря)), Талас, Чу, Или (със съставящите я Кунгес и Текес и притока Каш), Манас, Тарим (Сариджаз, Кокшаал, Музарт), Кончедаря (Хайдиг Гол). За повечето реки в региона е характерно редуването на планински дефилета и разширени долини, където се разделят на ръкави. Голямата денивация на течението на реките създава благоприятни възможности за хидроенергийно строителство. На най-голямата река в Западен Тяншан – Нарин е изградена каскада от ВЕЦ-ове (Учкурганска, Токтогулска и др.). Подхранването на реките е предимно снежно, а във високопланинските райони през летните месеци – ледниково. Максималният речен отток е в края на пролетта и през лятото. Този режим на реките усилва стопанското им значение, като значителна част от водите им се използват за напояване във високопланинските долини и котловини, а също и в съседните на планината равнини.
Най-големите езера в планината са с тектонски произход и са разположени по дъната на междупланинските котловини. Към тях се отнасят безотточното, незамръзващо и солено езеро Исъккул, високопланинските (на височина над 3000 m) Сонгкьол и Чатиркьол, голяма част от годината покрити с лед. Разпространени са още карови и приледникови езера. От езерата в Източен Тяншан най-голямо е езерото Баграшкул (Баграшкьол), свързано чрез река Кончедаря с езерото Лобнор. По съртовити равнини в горното течение на река Нарин и в моренните понижения има множество малки езера. Редица езера възникват в резултат на естественото преграждане на течението на реките от срутващи се по стръмните планински склонове огромни земни маси и те се отличават със значителна дълбочина и много стръмни брегове.

### Ледници
Ледниците в Тяншон обхващат площ от 10,2 хил.km², като около 80% са на територията на Киргизстан, а останалите 20% – на територията на Китай. Най-мното ледници са съсредоточени в хребтите на Централен Тяншан, други центрове са хребетите Заилийски Алатау, Терскей Алатау, акшийрак, Какшаал Тоо, а в източен Тяншан – хребетите Ирен Хабирга и Халиктау. От хребетите на Централен Тяншан се стичат сложни долинни ледници, като най-големи са: Южен Инилчек (59,5 km), Северен Инилчек (38,2 km) и най-големия ледник в Източен Тяншан – Караджайляу (34 km). Като цяло най-характерни са малките долинни, карови и висящи ледници, а за Вътрешен Тяншан – обширните ледени полета на плоските върхове, заемащи високо разположените повърхностни заравнености. Голама част от ледниците на планината се намират в стадий на съкращаване, но има и случаи на настъпване (ледниците Мушкетов, Северен Карасай и др.).

### Ландшафтни, природни зони

#### Зона на планинските степи и полупустини
Сухотата и континенталността на климата обуславят преобладаването на планинските степи и полупустини в Тяншан. Предпланинските наклонени равнини и подножията на много от хребетите (основно с южна експозиция) и най-засушливите участъци в пределите на някои междупланински котловини (западните части на Наринската и Исъккулската котловини) се заемат от пустини в комплекс с полупустини: на 800 – 1300 m по външните склонове на Западен Тяншан, на 1600 – 1800 m по южните склонове в Източен Тяншан, на места до 2000 m в междупланинските котловини на Вътрешен Тяншан. Основните видове почви са малохумусните сивоземи развити върху льосови и льосовидни суглинки, но се срещат солончаци и участъци с каменисто-чакълести пустини. Растителността обикновено покрива 5 – 10% от повърхността им. В Югозападен Тяншан, където валежите са предимно през пролетта има множество ефемери и ефемероиди (блуграс, пустинна острица, астрагал и др.). На останалите територии преобладават полухрастите – пелин и солянка, а в Източен Тяншан – също ефедра, на места саксаул.

#### Зона на полупустините
Гарните части на предпланините и някои участъци в пределите на междупланинските котловини са заети от полупустини. По северните склонове на хребетите и по дъната на котловините те се разполагат обикновено на височина 1600 – 2100 m (на по-увлажнените места по долините се спускат до 800 m), а по южните склонове на хребетите в Източен Тяншан са изкачват до 2200 m. Почвите са тъмни сивоземи и сивокафяви полупустинни с 2,5 – 3,5% съдържание на хумус, а в понижените части на релефа са развити солончаци и солонци. Раднинелността покрива 15 – 25% от пъвърхността им, като преобладават пелиново-коилово-колянковите тревни формации. Във Вътрешен и Източен Тяншан се среща поташник и караган. Полупустинните ландшафти се използват основно за пролетно-есенни пасища.

#### Зона на степните ландшафти
Степните ландшафти са най-широко разпространени н планината и се разполагат на височина от 1000 – 2000 до 2500 – 2600 m по склоновете със северна експозиция в Западен Тяншан и от 1800 до 3000 m по южните склонове на Източен Тяншан. Те заемат също дъната на междупланинските котловини до височина 3000 – 3200 m. Почвите са светлокестеняви и светлокафяви планинскостепни. Преобладават различните злакови треви, които покриват около 50% от повърхността им. Основната растително покривка е съставена от пелин, типчак, коило, житняк, а в източно направление се увеличава ролята на чията и карагана. По хребетите на Югозападен Тяншан са развити високотревистите (до 70 sm) субтропични степи, развити върху тъмни излужени сивоземни и кафяви почви с участието на пирен, луковичен ечемик, девисил, и др., над които се издигат отделни дървета и храсти (кайсия, глог и др.). В пределите на най-увлажнените източни части на междупланинските котловини са формирани тревно-злакови ливадни степи върху тъмнокестеняви почви. Там растителността покрива до 80 – 90% от повърхността им. В горните части на степната зона се срещат стелещи се форми на хвойната. Степните зони, също както и полупустинните се използват основно за пролетно-есенни пасища.

#### Зона на горските ландшафти
Горите в Тяншан не образуват непрекъснат пояс, а се срещат в съчетания със степи и пасища. В периферните хребети на Северен и Югозападен Тяншан те са разположени на височина от 1500 до 3000 m, а във вътрешните части на планината долната и горната им граница се повищава съответно до 2200 и 3200 m. Горите почти повсеместно (с изключение на Югозападен Киргизстан) са разположени по северните склонове, заемащи най-големи площи в хребетите Заилийски Алатау, Кунгей Алатау, Терскей Алатау, Кетмен, източните части на хребета Атбаши, а също и в хребетите Богдо Ула и Ирен Хабирга в Източен Тяншан. В хребетите около Ферганската котловина горите заемат югозападните и южни наветрени склонове, което обуславя тяхното високо увлажнение. Долната част на горския пояс в Заилийски Алатау се състои от дива ябълка, дива кайсия (урюк), глог, осика, клен на Семьонов, а подлеса – от храсти (барбарис, дива круша, орлов нокът, шипка и др.), като всички те растат върху сиви горски почви. Над 2000 – 2200 m широколистните гори се сменят със смърчови гори, развити върху планинскогорски тъмноцветни почви с високо (до 15%) съдържание на хумус. Във Вътрешен и Източен Тяншан основният дървесен вид е смърча, привързан основно към склоновете със северна експозиция. По дъната на широките долини и на по-слънчевите участъци от склоновете на хребетите горите растат в съчетие с различни тревни формации (здравец, манжет, зопник, ирис) от субалпийски тип, използвани като летни пасища. По склоновете с южна ориентация в пределите на горско-ливадния пояс преобладават степите с участъци от редки хвойнови храсти.

#### Зона на орехово-плодните гори
Своеобразните орехово-плодни гори са характерни за Югозападен Тяншан, формирани върху планинскогорски чернокафяви почви. Отделни изследователи ги разглеждат като реликтови гори, съхранили се от неогена. Тези гори от парков тип се състоят от гръцки орех, ябълка и клен с богат подлес от орлов нокът, дива череша, бадем, шипка, дива круша и др. В отделни долини (при Арсланбоб) горите от гръцки орех почти нямат примеси от други видове. Над 2000 m орехово-плодните гори се заменят от иглолистни гори, съставени основно от смърч и ела. В Югозападен Тяншан на места се срещат малки горички от шамфъстък. Тези особени паркови гори имат важно водоохранително значение.

#### Зона на субалпийските и алпийските пасища
Субалпийските и алпийските пасища са разположени основно по склоновете със северна експозиция над 3000 – 3200 m, като обикновено не образуват единен пояс, а се редуват с почти лишени от растителност скали и сипеи. Върху маломощни планинско-ливадни и ливадно-блатни почви расте основно острица и заблатени нискотревисти растения. Тези райони се използват за кратковременни летни пасища.

#### Зона на студените пустини
На високо разположените (от 3000 – 3200 m до 3400 – 3700 m) съртови равнини във Вътрешен и Централен Тяншан са разпространени ландшафтите на т.нар. „студени пустини“, растителността на които е представено от отделни видове дребни треви, а върху малко по-слънчевите места и от пелин, развити върху малохумусни, често такировидни почви. На места има малки ливади и пасища, които за кратко през лятото се използват за пасища.

#### Нивално-глациална зона
Над 3400 – 3600 m повсеместно са разпространени ландшафтите на нивално-глациалната зона (ледници, снежници, сипеи, скали, каменисти участъци). Почвена покривка не е формирана, а растителността е представена единствено от мъхове и лишеи.

### Животински свят
В равнините, предпланините и нископланинските райони на Тяншан характерни представители на пустинната и степната фауна са: джейран, пор, заек толай, лалугер, пустинна мишка, слепок, степна мишка, туркестански плъх и др.; от влечугите – змии (пепелянка, щитомордник, шарен бегач), гущери; от птиците – живорон, каменка, дропла, кеклик, орел могилник и др. Представители на горската фауна в среднопланинските райони са: дива свиня, рис, кафява мечка, бурсук, вълк, лисица, бялка, норка; от птиците – кръсточовка, кедровка. Във високите части и на места в среднопланинските райони обитават мармот, безопашат заек, сребриста и късочерепна полевка, планински козел (теке), планински овен (архар), хермелин, снежен барс; от птиците – алпийска гарга, рогат живорон, хималайски улар, орел, грифон и др. По бреговете на големите езера гнездят водоплаващи птици (патки, гъски, лебеди, корморани, черни щъркели и др.), а водите им са богати на различни видове риби.

## Изследвания на Тяншан
Първите сведения за планинската система на Тяншан дават китайските пътешественици Джан Циен през 138 – 126 г.пр.Хр и Чан Чун през 1221 – 24 г. През 1722 – 23 г. руският офицер Иван Степанович Унковски възглавява поход далеч на юг през казахските степи и дава първите точни сведения за северните склонове на планината, а прец 1742 – 43 г. руският естествоизпитател Карл Милер – за северозападните склонове. През 1852 – 53 г. руският топограф Тимофей Нифантев извършва първото грубо топографско картиране на езерото Исъккул. Първите научни изследвания в западните и северозападните части на планината извършва през 1856 – 57 г. руският географ Пьотър Петрович Семьонов, получил за труда си прозвището „Семьонов-Тяншански". След него до края на века плеяда от десетки, преди всичко руски пътешественици и изследователи – Чокан Валиханов (1858 – 59), Николай Северцов (1865 – 68), Фьодор Петрович Петров (1868), Александър Каулбарс (1869), Иван Мушкетов (1874 – 75, 1877 – 78), Николай Пржевалски (1876 – 77, 1879), Григорий Грум-Гржимайло (1886, 1889), Михаил Певцов, Пьотър Козлов, Карл Богданович (1889), Всеволод Роборовски, Пьотър Козлов (1893 – 95) и др. извършват мащабни топографски снимки на почти цялата планина, геоложки, орографски, климатоложки, хидроложки, глациоложки, ботанически, зооложки и етнографски изследвания, с което допринасят за цялостното откриване и физикогеографско описание и изследване на цялата планинска система.

## Топографска карта
- К-42-Б М 1:500000[2]
- К-42-Г М 1:500000[3]
- К-43-А М 1:500000[4]
- К-43-Б М 1:500000[5]
- К-43-В М 1:500000[6]
- К-43-Г М 1:500000[7]
- К-44-А М 1:500000[8]
- К-44-Б М 1:500000[9]
- К-44-В М 1:500000[10]
- К-44-Г М 1:500000[11]